# Österreichischer Frauen-Fußballcup 2016/17
Der Österreichische Frauen-Fußballcup wurde in der Saison 2016/17 zum 43. Mal ausgespielt. Als ÖFB-Ladies-Cup wurde er vom Österreichischen Fußballbund zum 25. Mal durchgeführt und begann am 27. August 2016 mit der ersten Runde und endete am 20. Mai 2017 mit dem Finale im Schuberth Stadion in Melk. Den Pokal ging zum 5 Mal in Folge an den FSK St. Pölten-Spratzern.

## Teilnehmende Mannschaften
Für den österreichischen Frauen-Fußballcup haben sich anhand der Teilnahme der Ligen der Saison 2016/17 folgende 32 Mannschaften, die nach der Saisonplatzierung der ÖFB Frauen-Bundesliga 2015/16 und der 2. Liga Mitte/West 2015/16 und der 2. Liga Ost/Süd 2015/16 geordnet sind, qualifiziert. Teams, die als durchgestrichen gekennzeichnet sind, nahmen am Wettbewerb aus diversen Gründen nicht am Wettbewerb teil oder sind zweite Mannschaften und spielten daher nicht um den Pokal mit. Weiters konnten noch der Landescupsieger, der Landesmeister oder auch Vertreter der Saison 2015/16 teilnehmen.
| ÖFB Frauen-Bundesliga (10) | 2. Liga Mitte/West (5) | 2. Liga Ost/Süd (6) |
| --- | --- | --- |
| - SKN St. Pölten Frauen (NÖ) (C) - SK Sturm Graz (ST) - SV Neulengbach (NÖ) - Union Kleinmünchen (OÖ) - SKV Altenmarkt (NÖ) - USC Landhaus (W) - LUV Graz/DFC Leoben (ST) - FC Südburgenland (B) - FC Wacker Innsbruck (T) - FC Bergheim (S) (RG) | - RW Rankweil (V) - FFC Vorderland (OÖ) - Heeres SV Wals (S) - FC Wacker Innsbruck II (T) - Union Geretsberg (OÖ) - SPG Flo-Soccer Linz/SU Wolfern (OÖ) - SV Taufkirchen/Pram (OÖ) (RG)                                                                                      | - Carinthians Spittal (NÖ) (A) - ASK Erlaa (W) (RV) - FSK St. Pölten-Spratzern II (NÖ) - SV Neulengbach II (NÖ) - SKV Altenmarkt II (OÖ) - FC Altera Porta (OÖ) (RG) - SK Sturm Graz II (ST) - SPG FC Feldkirchen/SV Magdalensberg (K) - USC Landhaus II (W) - FC Südburgenland II (B) - UDFC Hof bei Straden (ST) - FSG Eggendorf/SV Kottingbrunn (NÖ) (RV) |
| Landescupsieger, Meister oder Meistervertreter aus der Landesliga (11) | | |
| - SC Neusiedl/See 1919 (B) (L9-W) - Rapid Lienz (K) (LM) (RV) - SV Horn (NÖ) (L2) - SC Schwarzenbach (NÖ) (L3) - FC Heidenreichstein (NÖ) (L4) - SV Garsten (OÖ) (LC) - SV Taufkirchen/Pram (OÖ) (LM), siehe 2. Liga Mitte/West | - FC Pinzgau Saalfelden (S) (LM) - FC Bergheim II (S) (L2) - USK Hof (S) (L3) - Ladies Preding (ST) statt Ladies Hengsberg (ST) (LC) - SC St. Ruprecht/Raab (ST) (LM) - Wildcats Krottendorf (ST) (L2) (RV) - SV Innsbruck (T) (LC) - SPG SV Brixlegg/SV Rattenberg (T) (LM) | - RW Rankweil (V) (LC), siehe 2. Liga Mitte/West - FC Alberschwende (V) (LCF) (L6) - Wiener Sportklub (W) (LC) (LM) (RV) - MFFV 23 BWH Hörndlwald (W) (L3) |
| Erläuterungen Länderkürzel: (B): Burgenland, (K): Kärnten, (NÖ): Niederösterreich, (OÖ): Oberösterreich, (S): Salzburg, (ST): Steiermark, (T): Tirol, (V): Vorarlberg, (W): Wien; Vereins-Landes-Bewerbserfolg: (LC): Landescupsieger, (LCF): Landescupfinalist, (LM): Landesmeister, (Lx): x. Platz der Landesliga, (LN): Landesliga-Aufsteiger, (..-x): x Landesliga siehe Länderkürzel | | |

| (C) | amtierender Cupsieger 2015/16    |
| (A) | Absteiger der Saison 2015/16     |
| (N) | Neuaufsteiger der Saison 2015/16 |

## Turnierverlauf

### 1. Cuprunde
Am Montag, dem 1. August wurden die Begegnungen der ersten Runde des Ladies Cup 2016/17 im Rahmen der Sitzung der Cupkommissionen ermittelt. Spieltermine für die 1. Runde waren der 27. und der 28. August 2016.
| Datum                   |                                     | Ergebnis             |                               |
| ----------------------- | ----------------------------------- | -------------------- | ----------------------------- |
| 27.08.2016 um 14:00 Uhr | Ladies Preding                      | 0:4 (0:3)            | FC Südburgenland              |
| 27.08.2016 um 16:00 Uhr | FC Altera Porta                     | 0:4 (0:4)            | SKV Altenmarkt                |
| 27.08.2016 um 18:00 Uhr | SV Innsbruck                        | 1:2 n. V. (1:1, 0:0) | FC Alberschwende              |
| 27.08.2016 um 18:00 Uhr | UDFC Hof bei Straden                | 0:11 (0:5)           | SK Sturm Graz                 |
| 27.08.2016 um 19:00 Uhr | FSG Eggendorf/SV Kottingbrunn       | 0:6 (0:1)            | SKN St. Pölten Frauen         |
| 28.08.2016 um 11:00 Uhr | USK Hof                             | 11:0 (4:0)           | Union Kleinmünchen            |
| 28.08.2016 um 11:00 Uhr | Heeres SV Wals                      | 2:1 (0:1)            | FC Bergheim                   |
| 28.08.2016 um 11:00 Uhr | RW Rankweil                         | 11:0 (4:0)           | SPG SV Brixlegg/SV Rattenberg |
| 28.08.2016 um 13:00 Uhr | SV Horn                             | 0:6 (0:2)            | SV Neulengbach                |
| 28.08.2016 um 14:00 Uhr | FFC Vorderland                      | 5:2 (3:0)            | FC Wacker Innsbruck           |
| 28.08.2016 um 14:30 Uhr | Wiener Sportklub                    | 5:0 (3:0)            | MFFV 23 BWH Hörndlwald        |
| 28.08.2016 um 15:00 Uhr | DFC St. Ruprecht/Raab               | 1:2 (1:1)            | LUV Graz/DFC Leoben           |
| 28.08.2016 um 16:00 Uhr | FC Heidenreichstein                 | 0:7 (0:4)            | ASK Erlaa                     |
| 28.08.2016 um 16:00 Uhr | SC Schwarzenbach                    | 1:4 (0:2)            | USC Landhaus                  |
| 28.08.2016 um 16:00 Uhr | SPG Flo-Soccer Linz/SU Wolfern      | 2:0 (1:0)            | SV Taufkirchen                |
| 28.08.2016 um 16:00 Uhr | SPG FC Feldkirchen/SV Magdalensberg | 0:1 (0:1)            | Carinthians Spittal           |

### 2. Cuprunde
Die zweite Runde im ÖFB Ladies Cup wurde am 1. September 2016 ausgelost.
| Datum                   |                                | Ergebnis   |                       |
| ----------------------- | ------------------------------ | ---------- | --------------------- |
| 02.10.2016 um 14:00 Uhr | SPG Flo-Soccer Linz/SU Wolfern | 2:6 (1:3)  | Union Kleinmünchen    |
| 02.10.2016 um 16:00 Uhr | SV Neulengbach                 | 4:1 (1:0)  | SK Sturm Graz         |
| 02.10.2016 um 16:00 Uhr | Heeres SV Wals                 | 0:10 (0:3) | SKN St. Pölten Frauen |
| 02.10.2016 um 18:00 Uhr | FC Alberschwende               | 1:19 (1:9) | FFC Vorderland        |
| 02.10.2016 um 19:00 Uhr | Carinthians Spittal            | 4:3 (4:1)  | LUV Graz/DFC Leoben   |
| 03.10.2016 um 11:00 Uhr | RW Rankweil                    | 1:0 (0:0)  | SKV Altenmarkt        |
| 03.10.2016 um 15:00 Uhr | ASK Erlaa                      | 2:1 (1:0)  | FC Südburgenland      |
| 03.10.2016 um 16:00 Uhr | Wiener Sportklub               | 0:4 n. V.  | USC Landhaus          |

### Viertelfinale
Das Viertelfinale im ÖFB Ladies Cup wurde am 4. Oktober 2016 ausgelost, die Spiele fanden am 19. und 20. November 2016 statt.
| Datum                   |                       | Ergebnis             |                     |
| ----------------------- | --------------------- | -------------------- | ------------------- |
| 19.11.2016 um 12:30 Uhr | SKN St. Pölten Frauen | 8:0 (4:0)            | USC Landhaus        |
| 19.11.2016 um 14:30 Uhr | SV Neulengbach        | 3:0 (1:0)            | Carinthians Spittal |
| 20.11.2016 um 11:00 Uhr | RW Rankweil           | 3:5 n. V. (3:3, 0:1) | Union Kleinmünchen  |
| 20.11.2016 um 11:00 Uhr | FFC Vorderland        | 3:0 (0:0)            | ASK Erlaa           |

### Halbfinale
| Datum                   |                    | Ergebnis  |                       |
| ----------------------- | ------------------ | --------- | --------------------- |
| 17.04.2017 um 11:00 Uhr | FFC Vorderland     | 1:4 (1:1) | SV Neulengbach        |
| 17.04.2017 um 14:00 Uhr | Union Kleinmünchen | 0:5 (0:4) | SKN St. Pölten Frauen |

### Finale
Das Finale wurde im Ertl Glas-Stadion, Amstetten in Niederösterreich ausgetragen.
| 20.05.2017 um 18:00 Uhr | SKN St. Pölten Frauen | 5:0 (1:0) | SV Neulengbach |
| Tore: 1:0 Mateja Zver (30.), 2:0 Fanni Vago (47.), 3:0 Viktoria Pinther (80.), 4:0 Viktoria Pinther (88.), 5:0 Mateja Zver (89.) |                       |           |                |

## Torschützenliste
In der Torschützenliste des ÖFB Ladies-Cup belegte Verena Müller vom FFC Vorderland den ersten Platz.
| Pl. | Nat.       | Spieler                        | Verein                | Tore |
| --- | ---------- | ------------------------------ | --------------------- | ---- |
| 01. | Osterreich | Verena Müller                  | FFC Vorderland        | 8    |
| 02. | Slowenien  | Mateja Zver                    | SKN St. Pölten Frauen | 7    |
| 03. | Spanien    | Sheila Sanchez Pose            | FFC Vorderland        | 5    |
| 03. | Venezuela  | Ysaura Candelaria Viso Garrido | FFC Vorderland        | 5    |
| 03. | Osterreich | Viktoria Madl                  | Union Kleinmünchen    | 5    |
| 03. | Osterreich | Veronika Vonbrül               | RW Rankweil           | 5    |
| 03. | Osterreich | Viktoria Pinther               | SKN St. Pölten Frauen | 5    |